# Światła miasteczka
Światła miasteczka (tytuł oryginalny: Dritat e qytezës) – albański film fabularny z roku 1983 w reżyserii Fehmiego Hoshafiego.

## Opis fabuły
Hariz mieszka w małym miasteczku na wybrzeżu Albanii. Prowadzi pasożytniczy tryb życia. Zamiast uczciwie pracować woli wywoływać intrygi i wysyłać anonimowe listy. Jego stylu życia nie aprobuje żona, która postanawia od niego odejść.

## Obsada
- Viktor Çaro jako Hariz
- Rabie Hyka jako Tana
- Mina Koxhaku jako Sefer
- Vangjel Agora jako Elmaz
- Liliana Kumbaro jako Lina
- Karafil Shena jako Sandri
- Liza Laska jako matka
- Teodor Rupi jako Qemal
- Brunilda Halluni jako Hila
- Drini Hila jako Thoma
- Tili Stefani jako Elmaz